# Pero (djur)
Pero är ett släkte av fjärilar. Pero ingår i familjen mätare.

## Bildgalleri

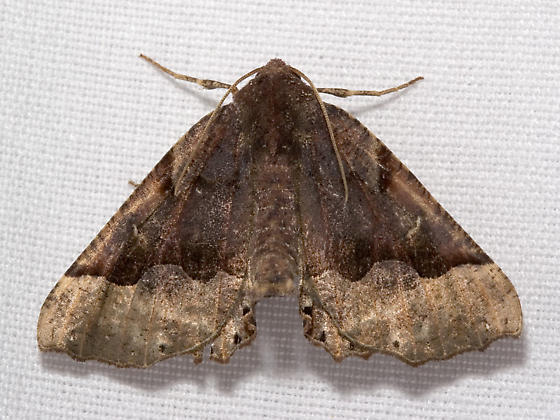

## Dottertaxa tillPero, i alfabetisk ordning[1]
- Pero absenta
- Pero acopa
- Pero adrastaria
- Pero aeniasaria
- Pero afuera
- Pero alaga
- Pero albiditata
- Pero albidula
- Pero albiorbis
- Pero albivena
- Pero alboculata
- Pero albomacularia
- Pero algerna
- Pero alticola
- Pero amanda
- Pero ambusta
- Pero amica
- Pero amnicincta
- Pero amniculata
- Pero amyclaria
- Pero anceta
- Pero ancetaria
- Pero angasmarca
- Pero angulosa
- Pero apapinaria
- Pero aragua
- Pero arciogona
- Pero arditaria
- Pero arizonaria
- Pero asilasaria
- Pero astapa
- Pero asterodia
- Pero atrapesaria
- Pero atridisca
- Pero atrocolorata
- Pero attagena
- Pero aurunca
- Pero barbarata
- Pero barnesi
- Pero beatricaria
- Pero behrensaria
- Pero behrensarius
- Pero behrensata
- Pero bicolor
- Pero bicurvata
- Pero binasata
- Pero blackmorei
- Pero boa
- Pero boneta
- Pero brunnea
- Pero brynhilda
- Pero buckleyi
- Pero bulba
- Pero caerulea
- Pero caliginosa
- Pero calinaria
- Pero cama
- Pero campinaria
- Pero canaster
- Pero carrerasi
- Pero castanea
- Pero castraria
- Pero catalina
- Pero caustomeris
- Pero ceriata
- Pero cerra
- Pero certissima
- Pero cetana
- Pero chanchamaya
- Pero chapela
- Pero charadrea
- Pero cinerea
- Pero cinnamomina
- Pero circumflexata
- Pero clana
- Pero clysiaria
- Pero cocha
- Pero colaloa
- Pero collenettei
- Pero colorado
- Pero consimilis
- Pero constrictifascia
- Pero contenela
- Pero contrasta
- Pero converga
- Pero coracina
- Pero corata
- Pero corda
- Pero coreata
- Pero coronata
- Pero costa
- Pero crepera
- Pero crepusculascens
- Pero cristila
- Pero crocallaria
- Pero cruza
- Pero curla
- Pero curuma
- Pero curvifera
- Pero curvistigma
- Pero curvistrigaria
- Pero cyclodaria
- Pero daulus
- Pero decora
- Pero delauta
- Pero denticulata
- Pero derecha
- Pero derga
- Pero derogata
- Pero diana
- Pero dichomensis
- Pero disjuncta
- Pero dissimilis
- Pero dorsipunctata
- Pero duida
- Pero dularia
- Pero dunca
- Pero dyari
- Pero edentaria
- Pero egens
- Pero egregiata
- Pero electra
- Pero elmonjensis
- Pero emmaria
- Pero erubescens
- Pero exquisita
- Pero externa
- Pero externata
- Pero fawna
- Pero fea
- Pero flavisaria
- Pero flora
- Pero foeda
- Pero fortunata
- Pero fragila
- Pero fraterna
- Pero frigida
- Pero fructuosa
- Pero fulvata
- Pero fusaria
- Pero fusca
- Pero fuscularia
- Pero galea
- Pero gammaria
- Pero gamuza
- Pero gapa
- Pero garuparia
- Pero geminipuncta
- Pero geraesa
- Pero giganteus
- Pero gonopteraria
- Pero gota
- Pero grossbecki
- Pero guacamaya
- Pero habenaria
- Pero hanebaria
- Pero helvus
- Pero heralda
- Pero hoedularia
- Pero hoffmannii
- Pero hoffmannsi
- Pero homodoxa
- Pero honestaria
- Pero honestarius
- Pero hubneraria
- Pero huebneraria
- Pero hunaca
- Pero hübnerata
- Pero idola
- Pero immundaria
- Pero imperfectaria
- Pero inca
- Pero incarum
- Pero incisa
- Pero incompta
- Pero inconstans
- Pero incrassata
- Pero incurvata
- Pero indistincta
- Pero infantilis
- Pero inferna
- Pero interrruptaria
- Pero inviolata
- Pero iraza
- Pero isotenes
- Pero jamaicensis
- Pero jimenezaria
- Pero jonesaria
- Pero juna
- Pero juruana
- Pero kathina
- Pero kaybina
- Pero kayei
- Pero lactelineata
- Pero lara
- Pero lasiocampodes
- Pero lastima
- Pero latifascia
- Pero lepa
- Pero leptoina
- Pero lessema
- Pero levera
- Pero levisaria
- Pero ligera
- Pero lignata
- Pero lindigi
- Pero lisima
- Pero loca
- Pero longisecta
- Pero lucena
- Pero lustraria
- Pero maca
- Pero macdunnoughi
- Pero maculicosta
- Pero marcaria
- Pero marcata
- Pero marmoratus
- Pero mathanaria
- Pero mathilda
- Pero matucana
- Pero melissa
- Pero mephistola
- Pero meskaria
- Pero meskearia
- Pero messidora
- Pero metella
- Pero metzaria
- Pero micca
- Pero minetraria
- Pero minima
- Pero ministrella
- Pero minopenaria
- Pero miplesetharia
- Pero mithras
- Pero mitraria
- Pero mizon
- Pero mnasilaria
- Pero modestus
- Pero modocata
- Pero molionaria
- Pero mollis
- Pero monstrosa
- Pero moritzi
- Pero morrisonaria
- Pero morrisonarius
- Pero morrisonata
- Pero morrisonatus
- Pero munycharia
- Pero muricolor
- Pero muza
- Pero naranja
- Pero nasala
- Pero nasuta
- Pero nata
- Pero nerisaria
- Pero neuquena
- Pero nigra
- Pero nocturna
- Pero norma
- Pero notodontina
- Pero nucleata
- Pero nyctopa
- Pero obscurior
- Pero obtusaria
- Pero occidentalis
- Pero ochracea
- Pero ochreicosta
- Pero ochriplaga
- Pero ochriscripta
- Pero odonaria
- Pero ogmopaea
- Pero olivacea
- Pero orosata
- Pero otra
- Pero packardi
- Pero pala
- Pero pallidior
- Pero palmirensis
- Pero parambensis
- Pero paranaria
- Pero participa
- Pero parva
- Pero patriciata
- Pero pelota
- Pero peplaria
- Pero peplarioides
- Pero pequena
- Pero perfusa
- Pero periculosaria
- Pero perioda
- Pero pernamba
- Pero peruviae
- Pero pima
- Pero pincha
- Pero pinsa
- Pero plagodiata
- Pero plenilunata
- Pero poaphilaria
- Pero pobrata
- Pero polygonaria
- Pero poolei
- Pero pretensa
- Pero propinqua
- Pero protea
- Pero provoensis
- Pero pulverosa
- Pero pumaria
- Pero punta
- Pero radiosaria
- Pero ramulata
- Pero rapinaria
- Pero rapta
- Pero rata
- Pero rava
- Pero ravida
- Pero rectisectaria
- Pero rectissima
- Pero refellaria
- Pero refna
- Pero registrada
- Pero rica
- Pero rocanaria
- Pero rogenhoferi
- Pero rosota
- Pero rotundata
- Pero rufaria
- Pero rumina
- Pero saturata
- Pero scitaria
- Pero scotica
- Pero sella
- Pero semibrunnea
- Pero semiusta
- Pero siambona
- Pero simila
- Pero simplex
- Pero sinalba
- Pero smithii
- Pero solitaria
- Pero spada
- Pero speciosata
- Pero spectrata
- Pero sperryi
- Pero spina
- Pero spitzi
- Pero splendorata
- Pero spongiata
- Pero sprata
- Pero steinbachi
- Pero stolidata
- Pero strapa
- Pero stuposaria
- Pero stygiaria
- Pero subangulosa
- Pero sublucida
- Pero subochreata
- Pero suffusa
- Pero sula
- Pero supposa
- Pero tabacona
- Pero tabitha
- Pero tana
- Pero teleclyta
- Pero terrenaria
- Pero tolima
- Pero torna
- Pero trailii
- Pero trena
- Pero tricaria
- Pero tridenta
- Pero triplilunata
- Pero turba
- Pero unfortunata
- Pero uniformis
- Pero vanduzeeata
- Pero variaria
- Pero vecina
- Pero velutina
- Pero vera
- Pero verda
- Pero vetustaria
- Pero vulpecula
- Pero xylinaria
- Pero xylochromaria
- Pero xylonaria
- Pero yahua
- Pero zalissaria